# Pena (řeka)
Pena (makedonsky Пена, albánsky Shkumbin), nebo Tetovska reka (makedonsky Тетовска Река, v některých pramenech i makedonsky Шарска Река), je severomakedonská řeka, levý přítok Vardaru. Je to největší řeka, pramenící v pohoří Šar, protékající údolím Polog v západní části Severní Makedonie.

## Průběh toku
Prameny řeky se nacházejí v nadmořské výšce 2 500 metrů v oblasti Čabriolica a Borisloica v pohoří Šar. Nejprve jsou to dva malé toky, které se spojují u vesnic Vešala a Bozovce. Řeka poté, co opustí pohoří Šar, protéká středem města Tetovo, mimo jiné mezi Malovanou mešitou a hammamem a poté dále údolím Polog. Mezi městy Sarakino a Želino se vlévá do Vardaru. Výškový rozdíl toku od pramene k Vardaru je více než 2000 metrů, délka je 29,7 km. Pena má 12 přítoků, nejvýznamnějšími jsou: Karanikolska reka, Reka Pržina, Vejčka reka, Lešnička reka a Brodečka reka.

## Hospodářský význam
Pena, kromě toho, že je symbolem města Tetovo, má i hospodářský význam. Na horním toku jsou čtyři hydroelektrárny, z nichž jedna byla první stavbou tohoto druhu v Severní Makedonii. Koryto řeky a její vodopády v pohoří Šar jsou také cílem mnoha turistů.

## Povodně
V roce 1979, po přívalových deštích, zatopila řeka velkou část Tetova.